# Kreuzkapelle auf dem Greifenberg

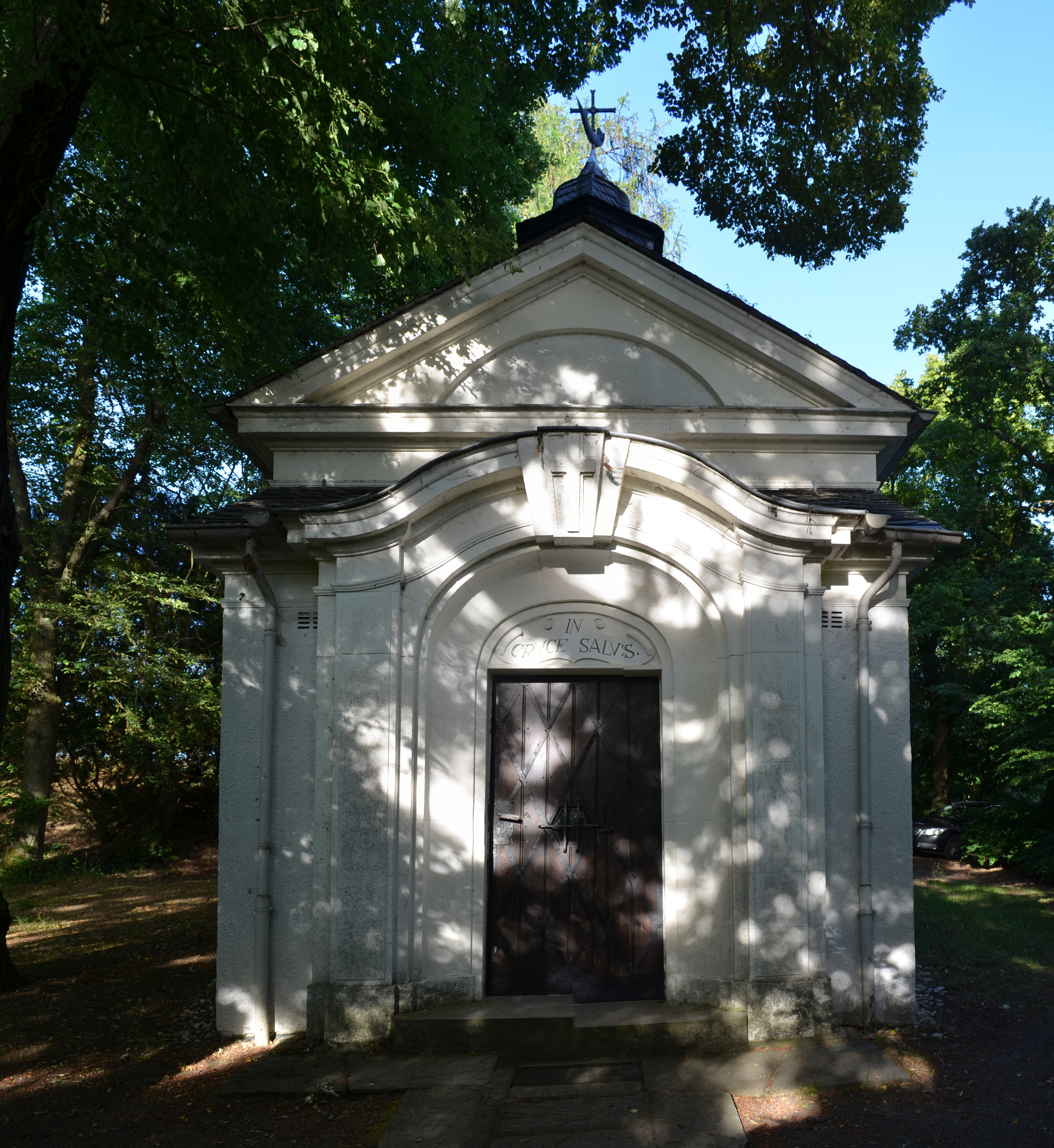
Kreuzkapelle auf dem Greifenberg, Front

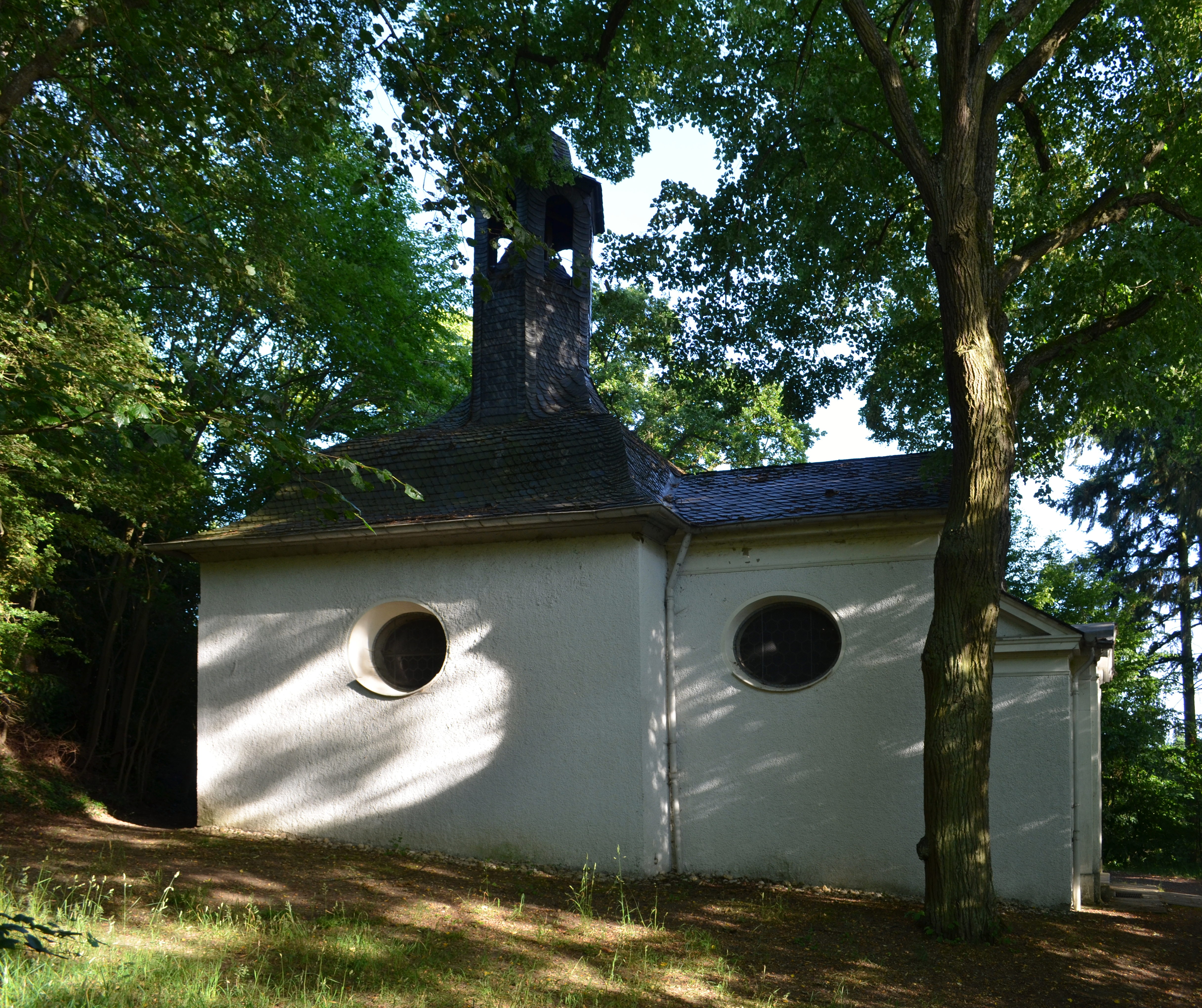
Kreuzkapelle auf dem Greifenberg

Die Kreuzkapelle ist eine Kapelle auf dem Greifenberg bei Limburg an der Lahn. Sie steht, gemeinsam mit dem benachbarten Kreuzweg und Ölberg unter Denkmalschutz. Sie befindet sich auf der Höhe des Greifenberges in unmittelbarer Nähe der Abbruchkante zum Kasselbachtals.

## Geschichte
Die Kreuzkapelle wurde vermutlich um 1666 von der Familie Rath gestiftet. Die Kapelle wurde 1792 bei Rückzugsgefechten preußischer Truppen und 1796 in der Schlacht bei Limburg weitgehend zerstört. Die Kapelle wurde mit Spendengeldern in den Folgejahren wieder aufgebaut und 1804 neu geweiht.
1912 erfolgte ein Umbau der Kapelle. Im Rahmen diese Baumaßnahme erhielt sie einen Vorbau. 1979/82 wurde die Kapelle umfassend restauriert.

## Beschreibung
Eine schmale Eingangszone mit barockisierendem Portal (Inschrift „IN CRVCE SALVS“) führt in einen etwas breiteren Vorraum mit verkröpftem Gesims und Kreuzgratgewölbe. Hier findet sich ein kleiner Nebenaltar mit gotisierender Pieta (um 1900). Durch einen Korbbogen abgeteilt ist der annähernd quadratische, ebenfalls mit einem Kreuzgratgewölbe gedeckte Hauptraum. Insgesamt vier große Ochsenaugenfenster belichten den Innenraum. Im Äußeren verleiht das verschieferte, geschwungene Haubendach, das direkt in einen Dachreiter übergeht, dem Bau Geschlossenheit. Oberhalb des Hauptaltars barocke Kreuzgruppe der Hadamarer Schule, die wahrscheinlich aus der Michaelskapelle (Domplatz) stammt.

## Kreuzweg
Im Jahr 1900 wurde von dem Kaufmann Peter Paul Cahensly d. J. (1838–1923) am Steilhang zur Kapelle ein Kreuzweg mit vierzehn Stationen gestiftet. Die jeweiligen Szenen sind als hochrechteckige Tonreliefs gestaltet, die in neogotische Sandsteinstelen mit Pyramidendächern eingelassen sind (Entwurf Architekt Jakob Fachinger, Bildhauer Georg Baudrexel und Jakob Hilf). 1905 wurde an den Anfang des Weges noch eine annähernd lebensgroße, architektonisch gerahmte Ölbergszene durch den Blechwarenfabrikant Joseph Heppel hinzugefügt. Oberhalb eines Postaments kniet die annähernd vollplastische Figur des betenden Christus im Garten Gethsemane, im Hintergrund als Flachrelief die schlafenden Jünger (Bildhauer Ludwig Lipp, Mainz). Die Marmorskulpturen sind durch einen Rundbogen mit normannischem Zackenfries sowie durch einen Wimperg auf romanisierenden Kapitellen überfangen und geschützt. Der Kreuzweg ist heute in einem schlechten Zustand, aber immer noch begehbar.

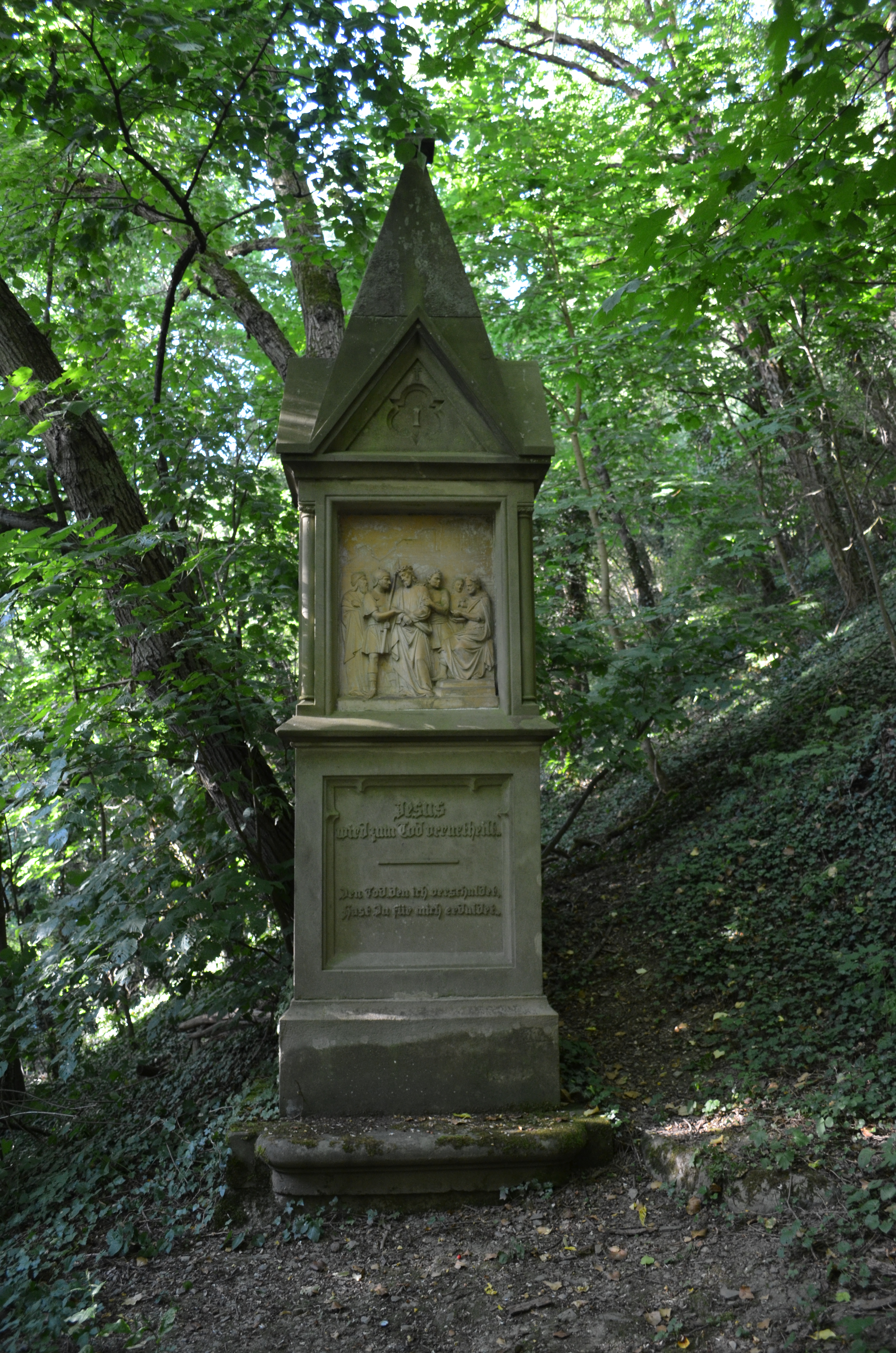
Kreuzweg auf dem Greifenberg, Station 1
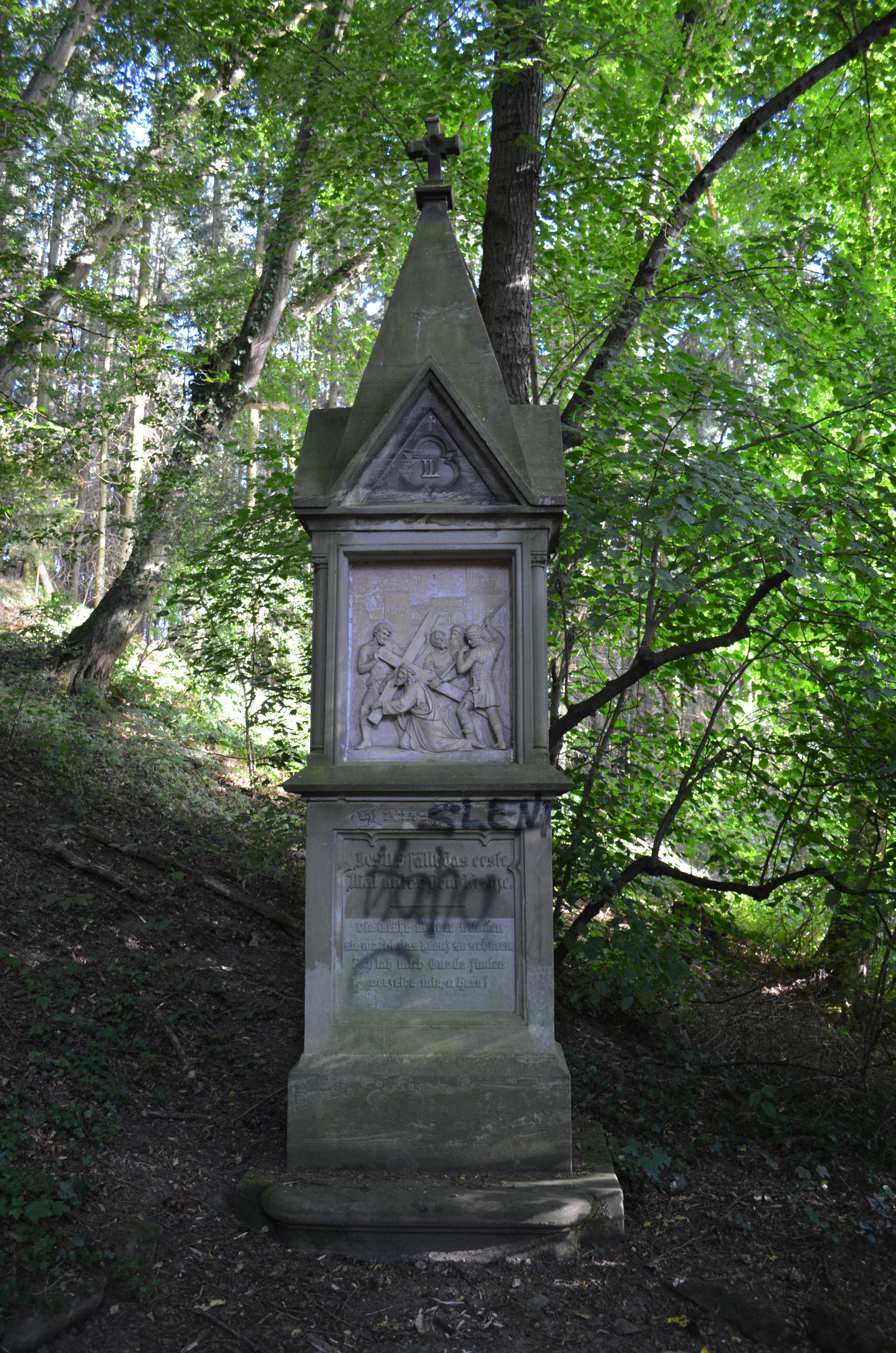
Kreuzweg auf dem Greifenberg, Station 2
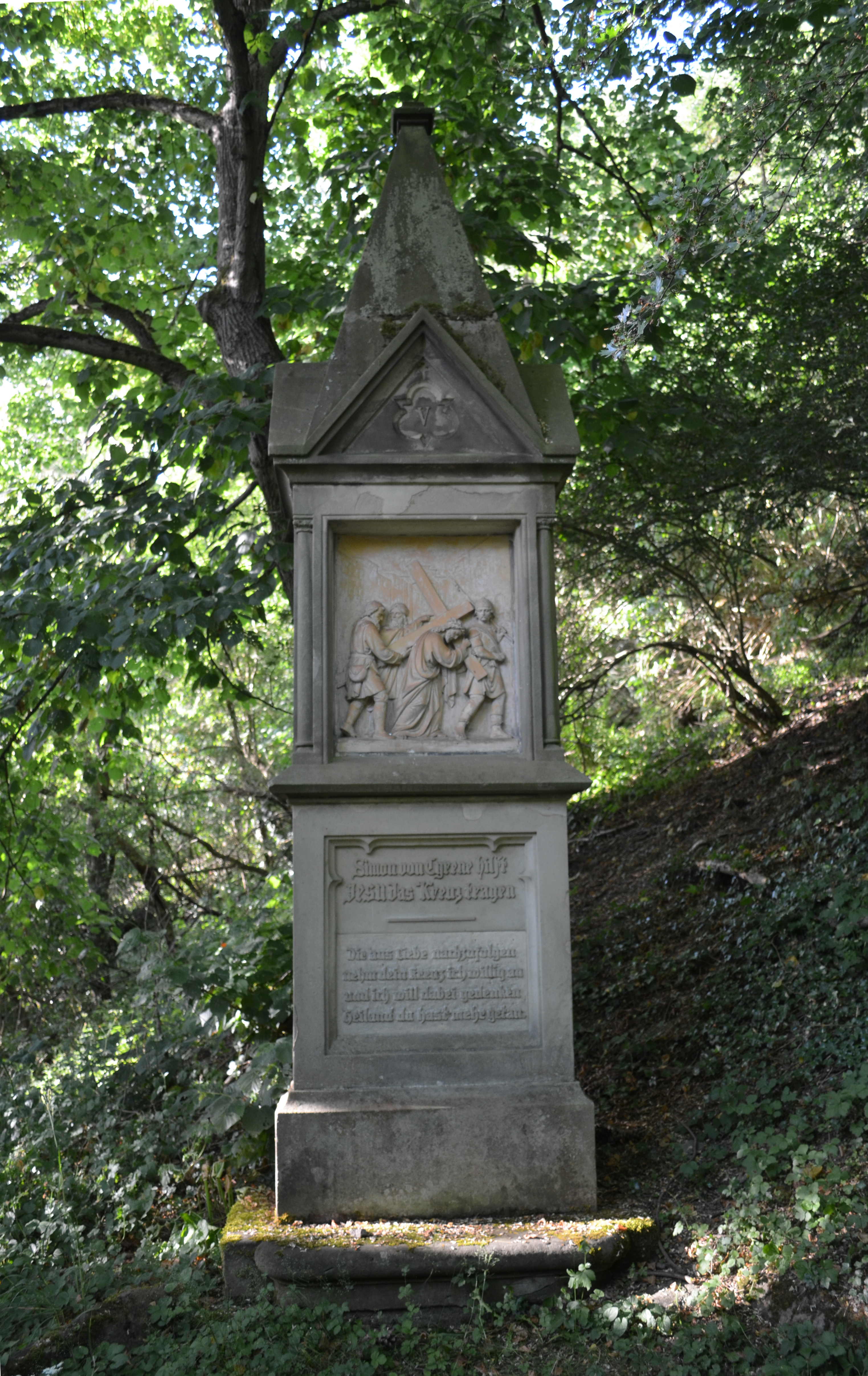
Kreuzweg auf dem Greifenberg, Station 3
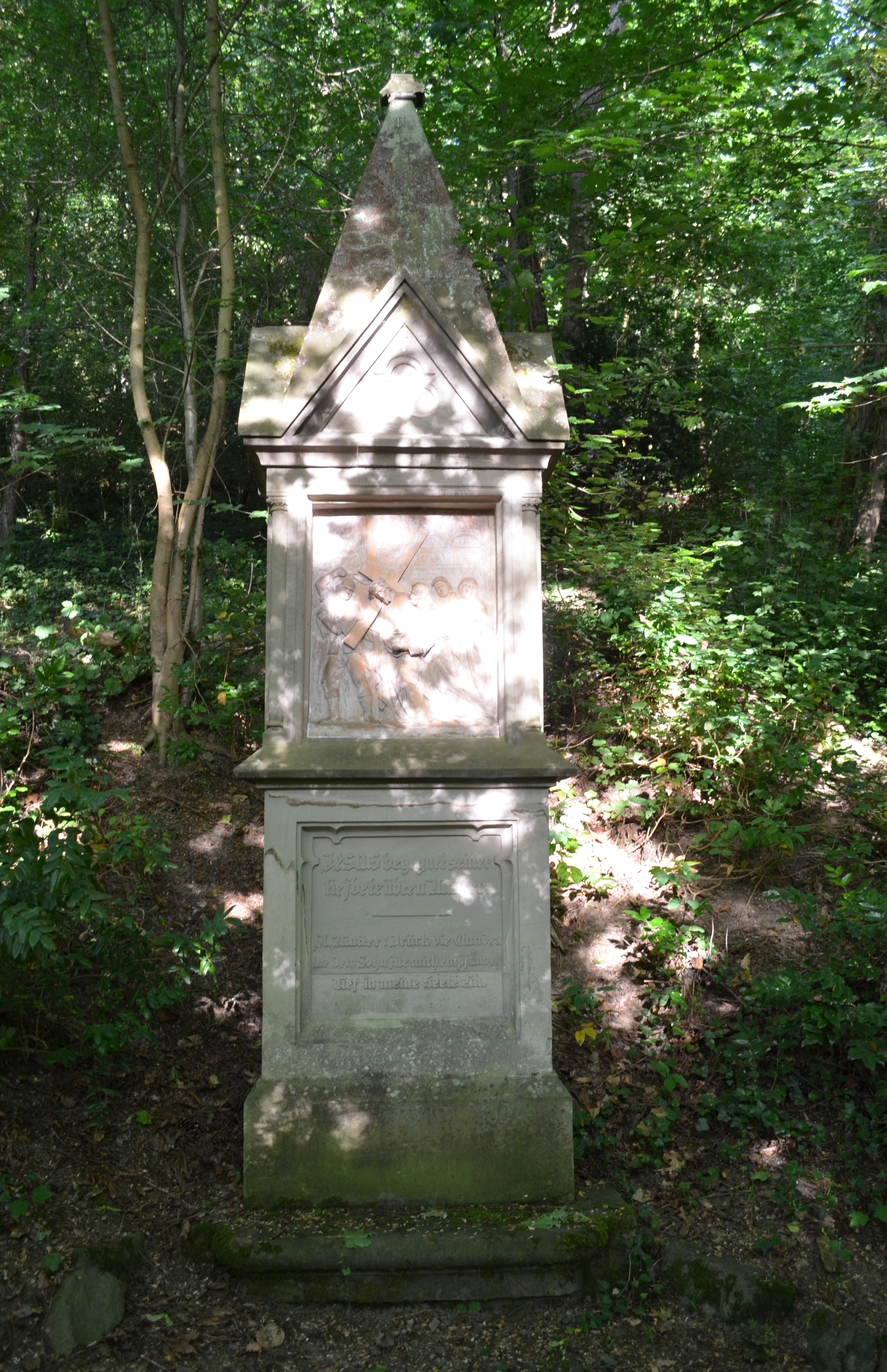
Kreuzweg auf dem Greifenberg, Station 4
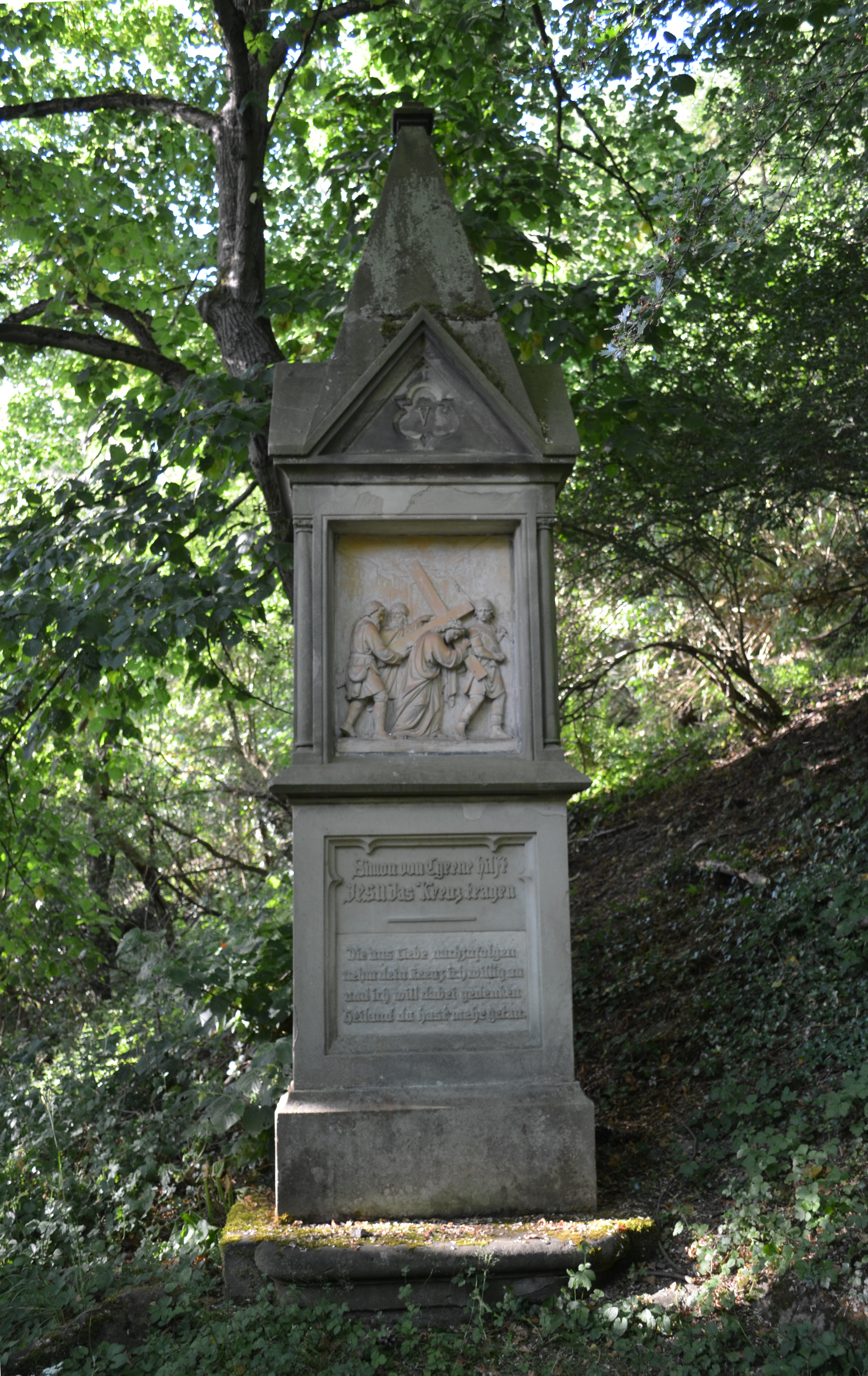
Kreuzweg auf dem Greifenberg, Station 5
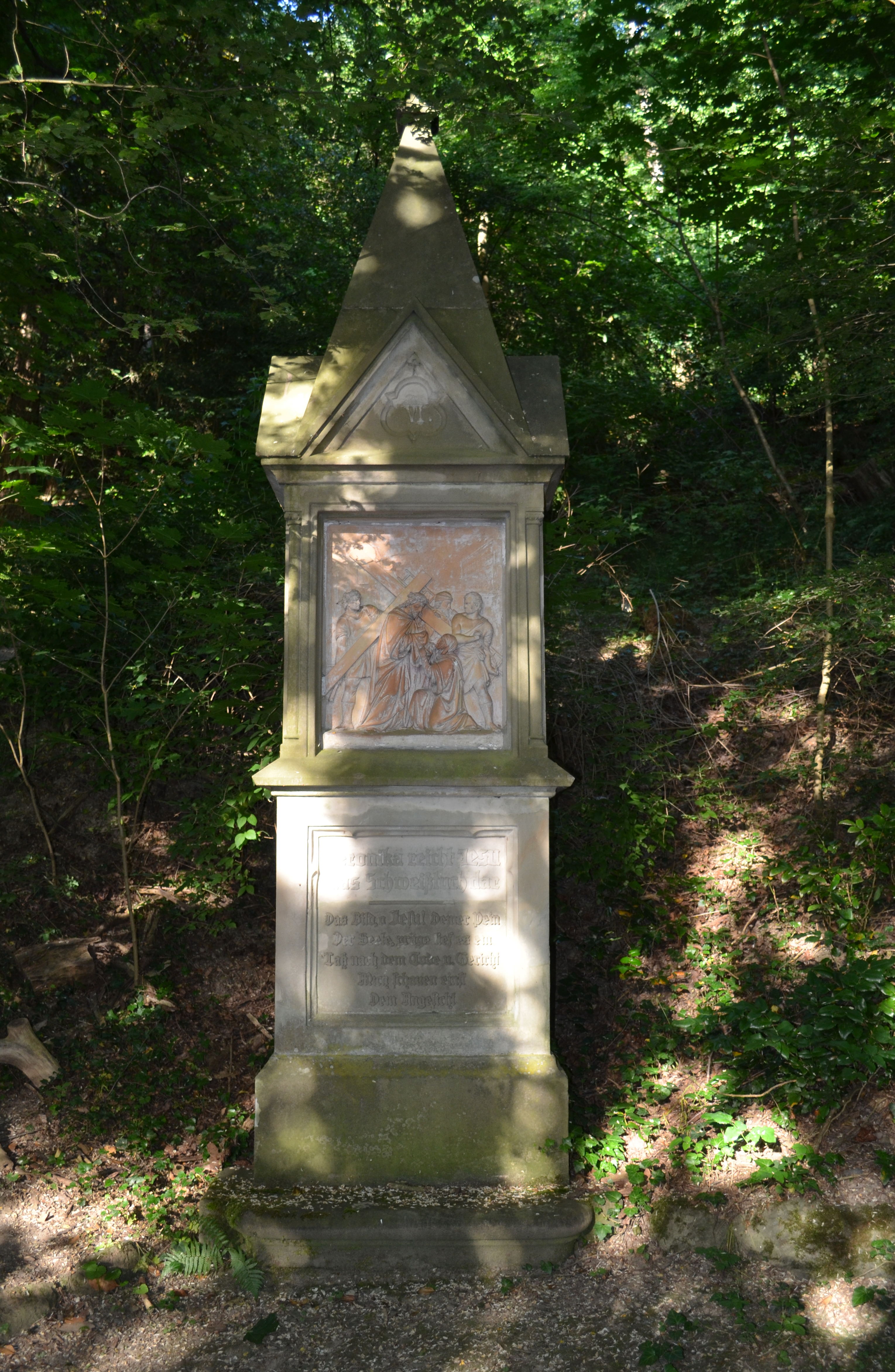
Kreuzweg auf dem Greifenberg, Station 6
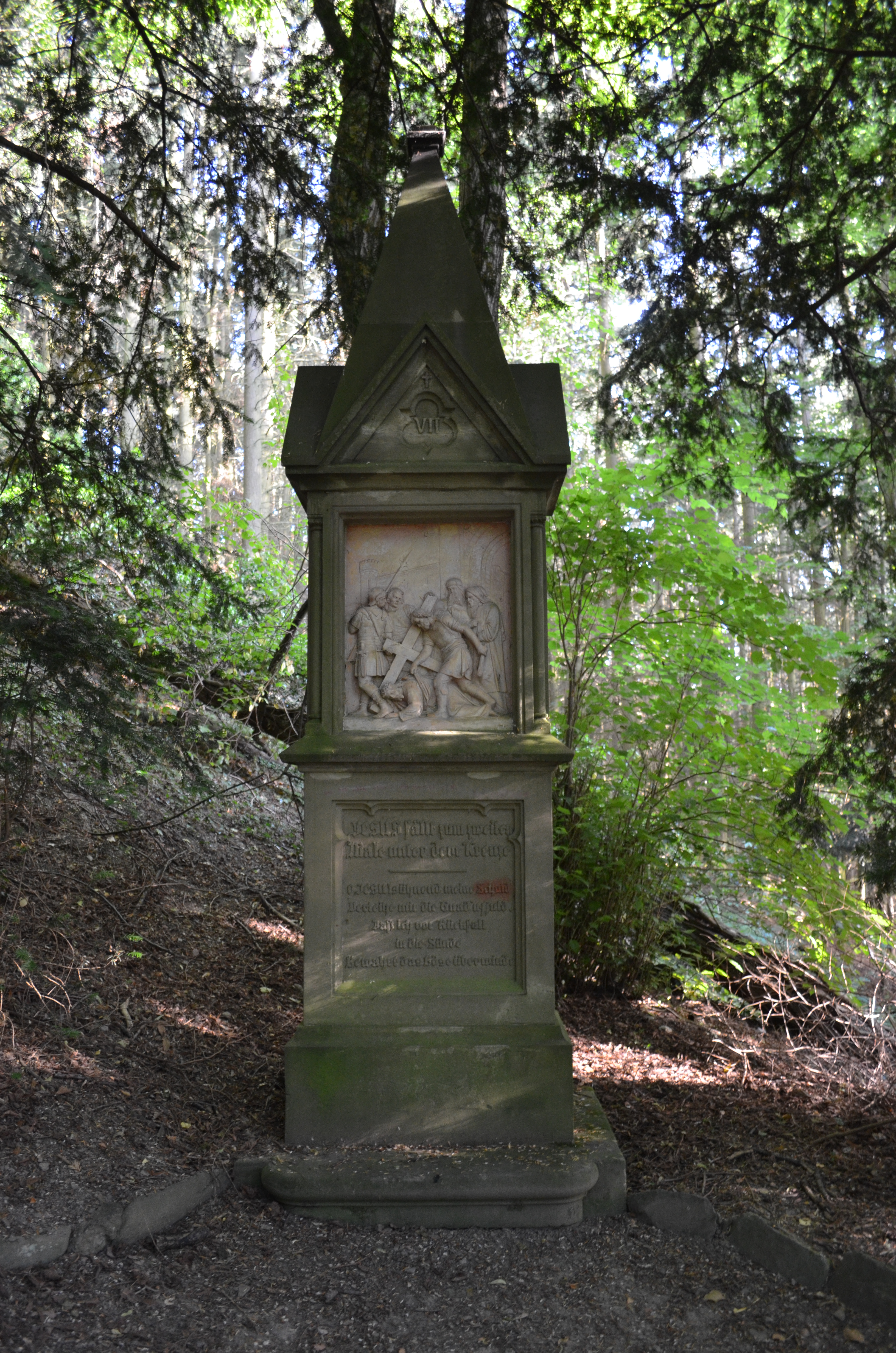
Kreuzweg auf dem Greifenberg, Station 7 ok
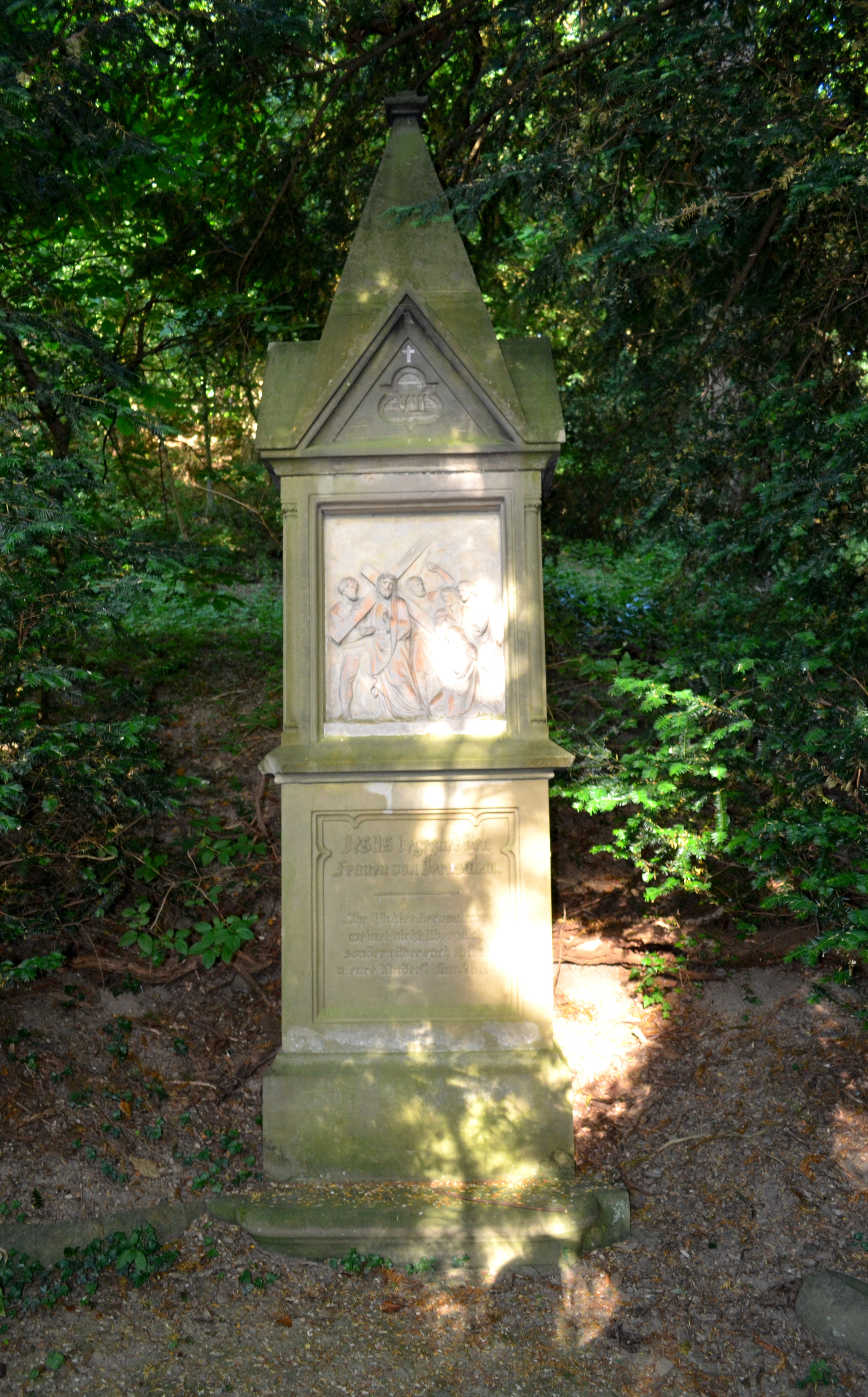
Kreuzweg auf dem Greifenberg, Station 8
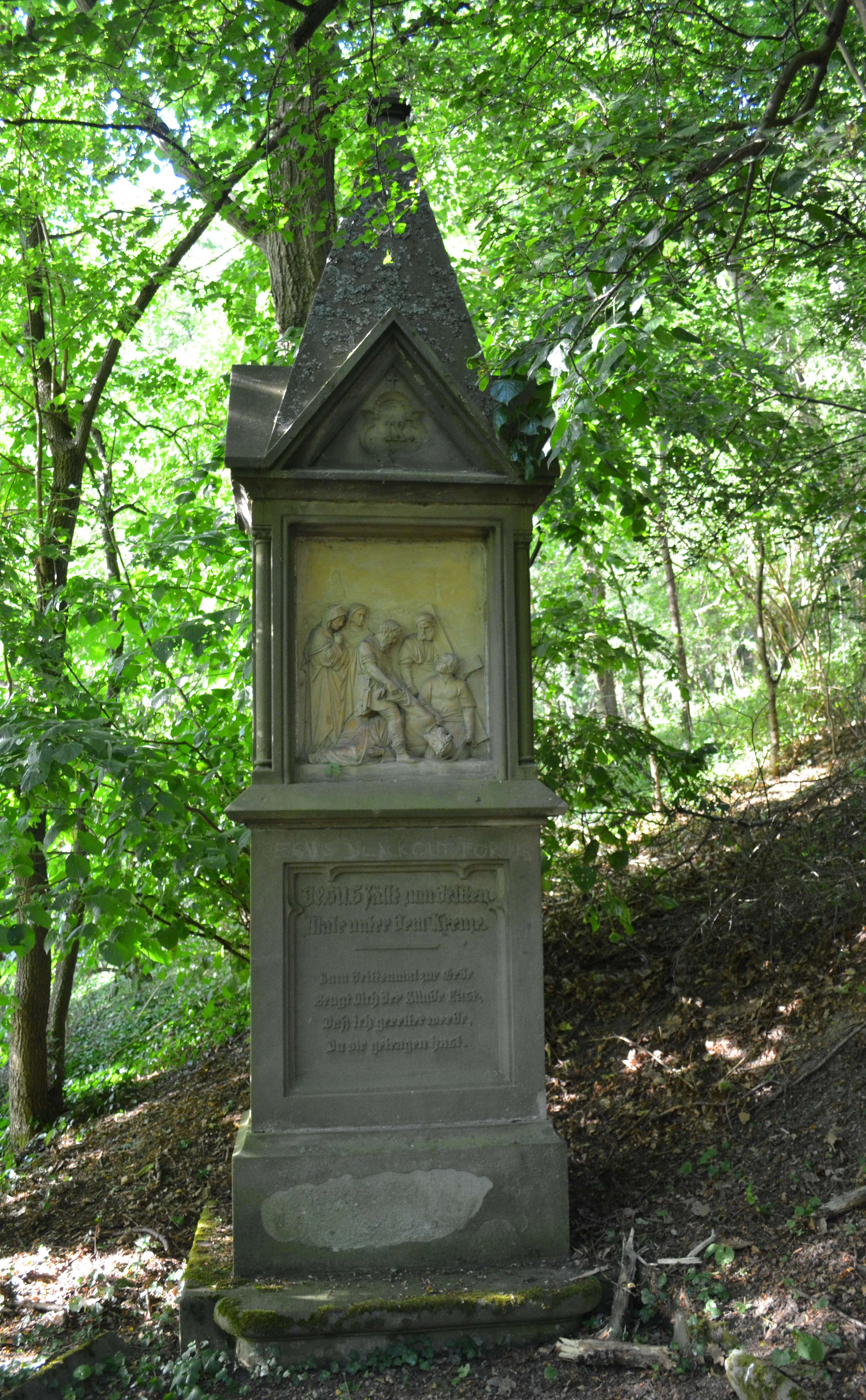
Kreuzweg auf dem Greifenberg, Station 9
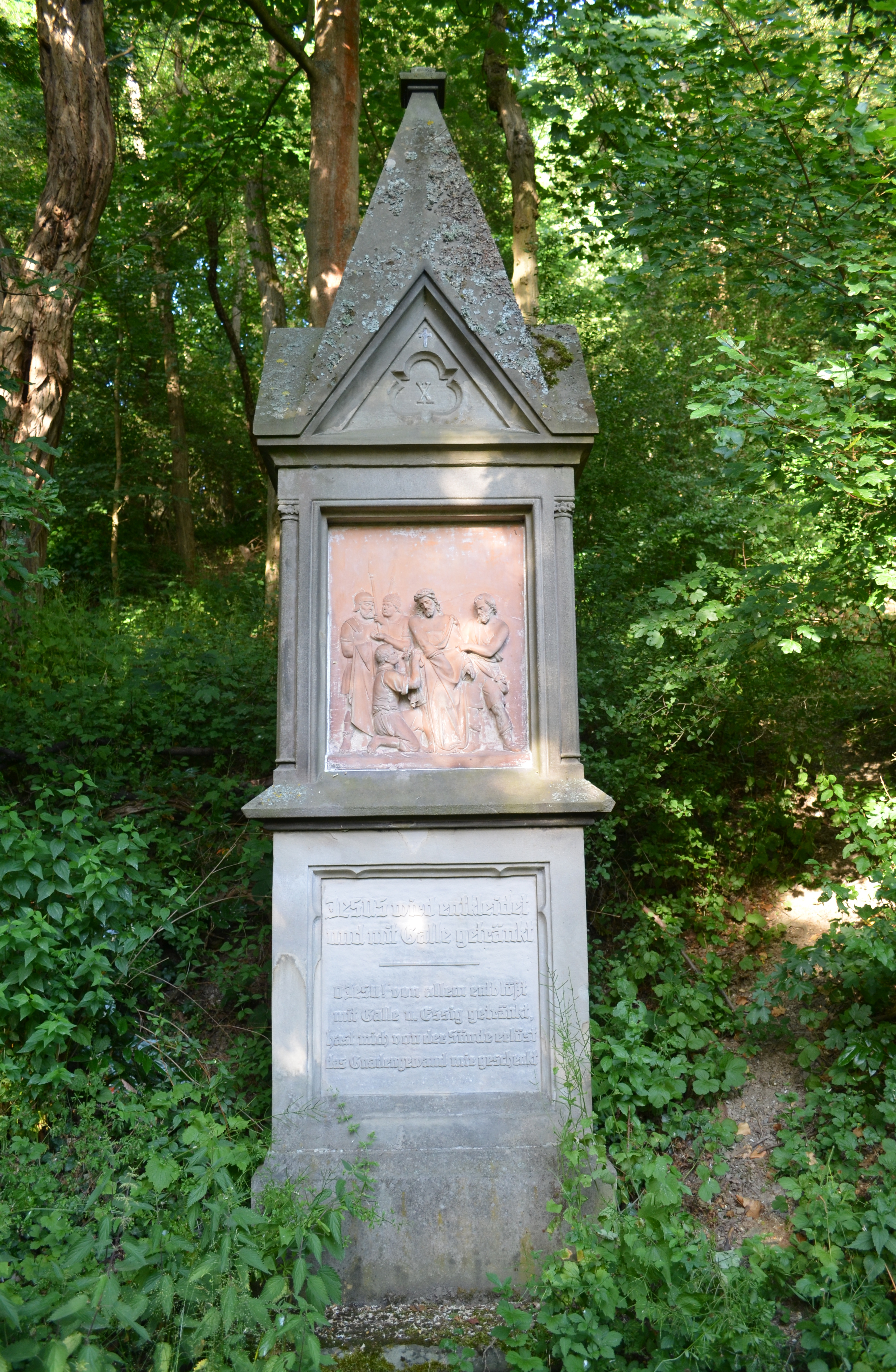
Kreuzweg auf dem Greifenberg, Station 10
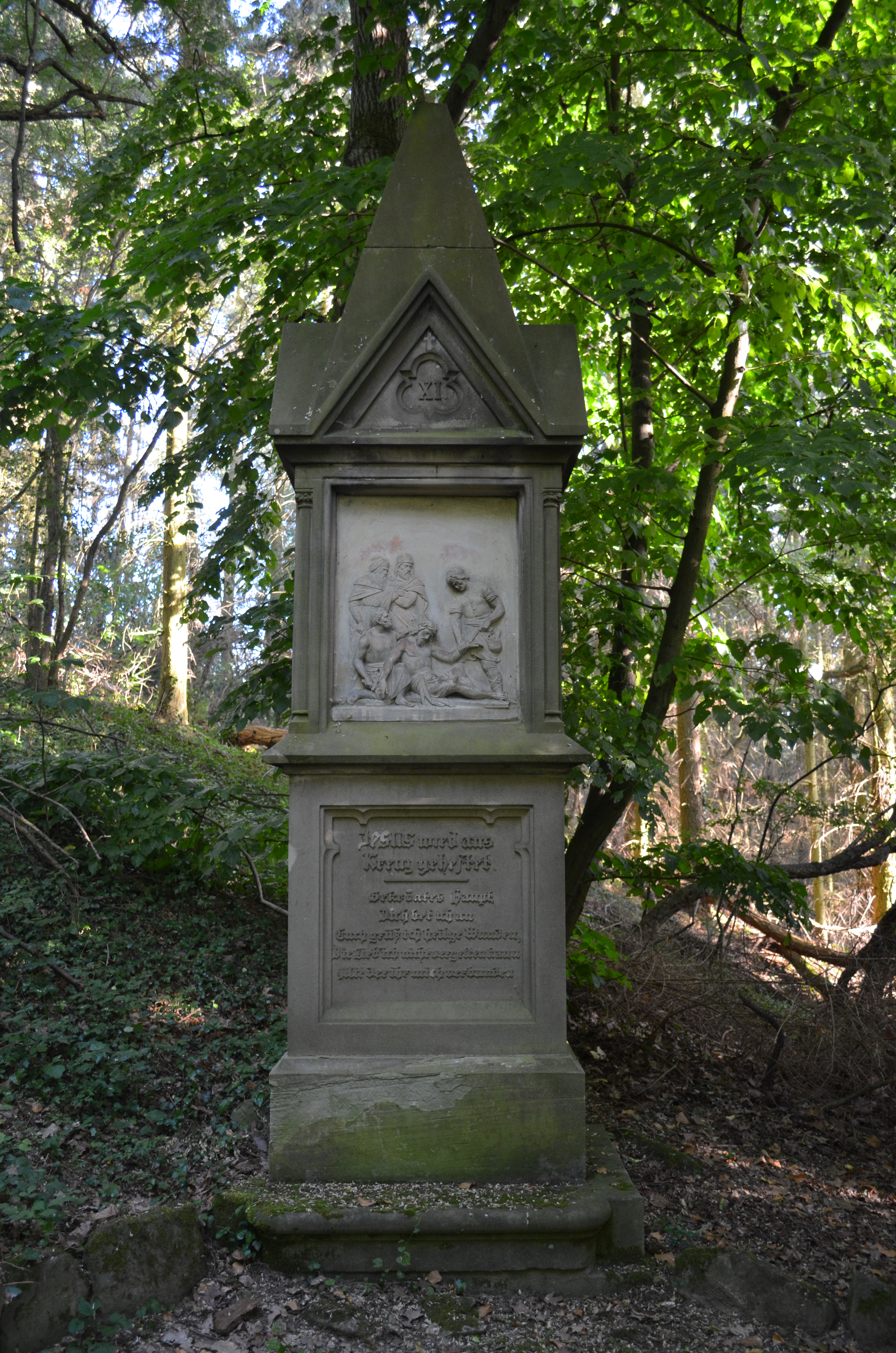
Kreuzweg auf dem Greifenberg, Station 11
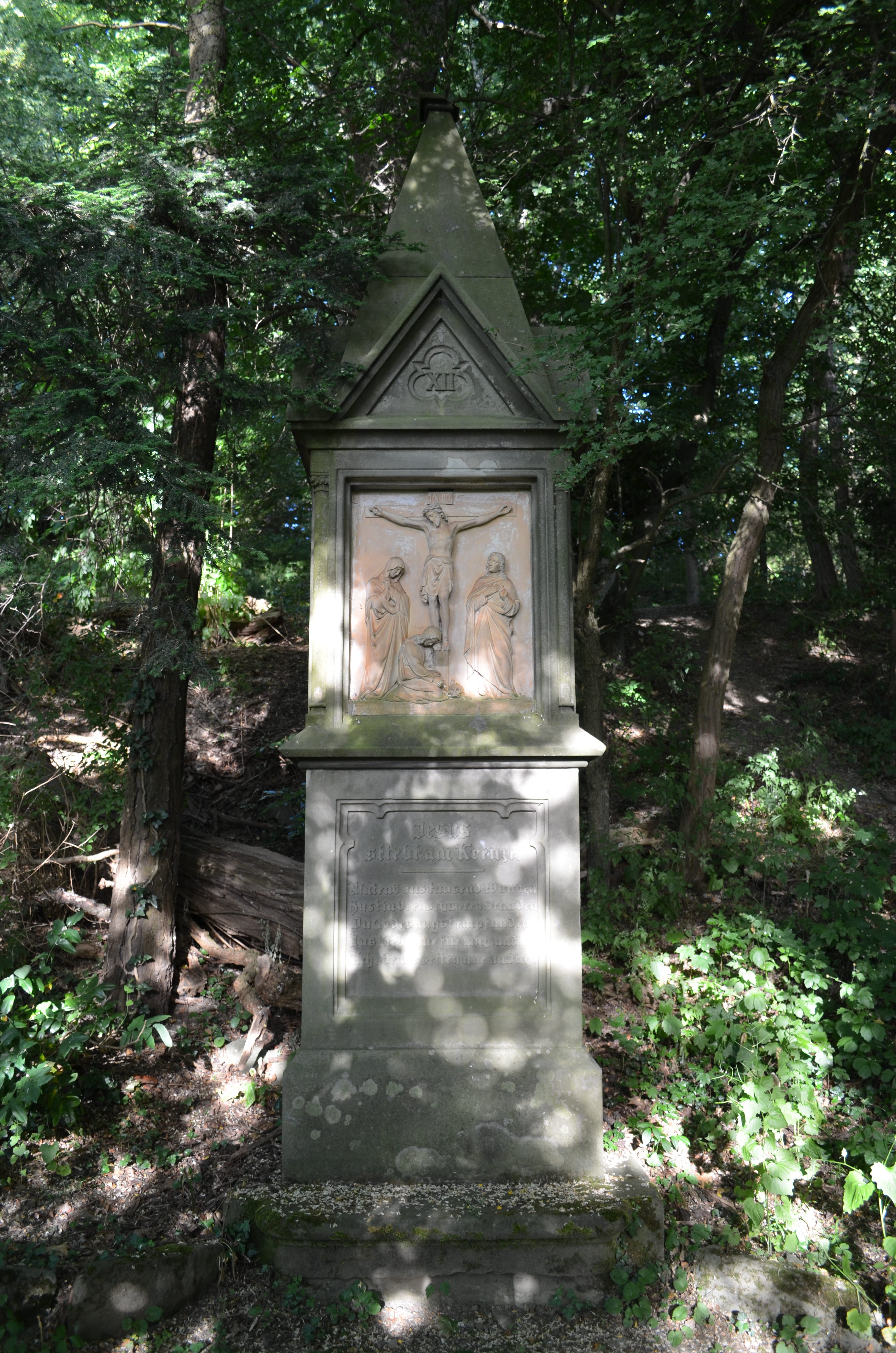
Kreuzweg auf dem Greifenberg, Station 12
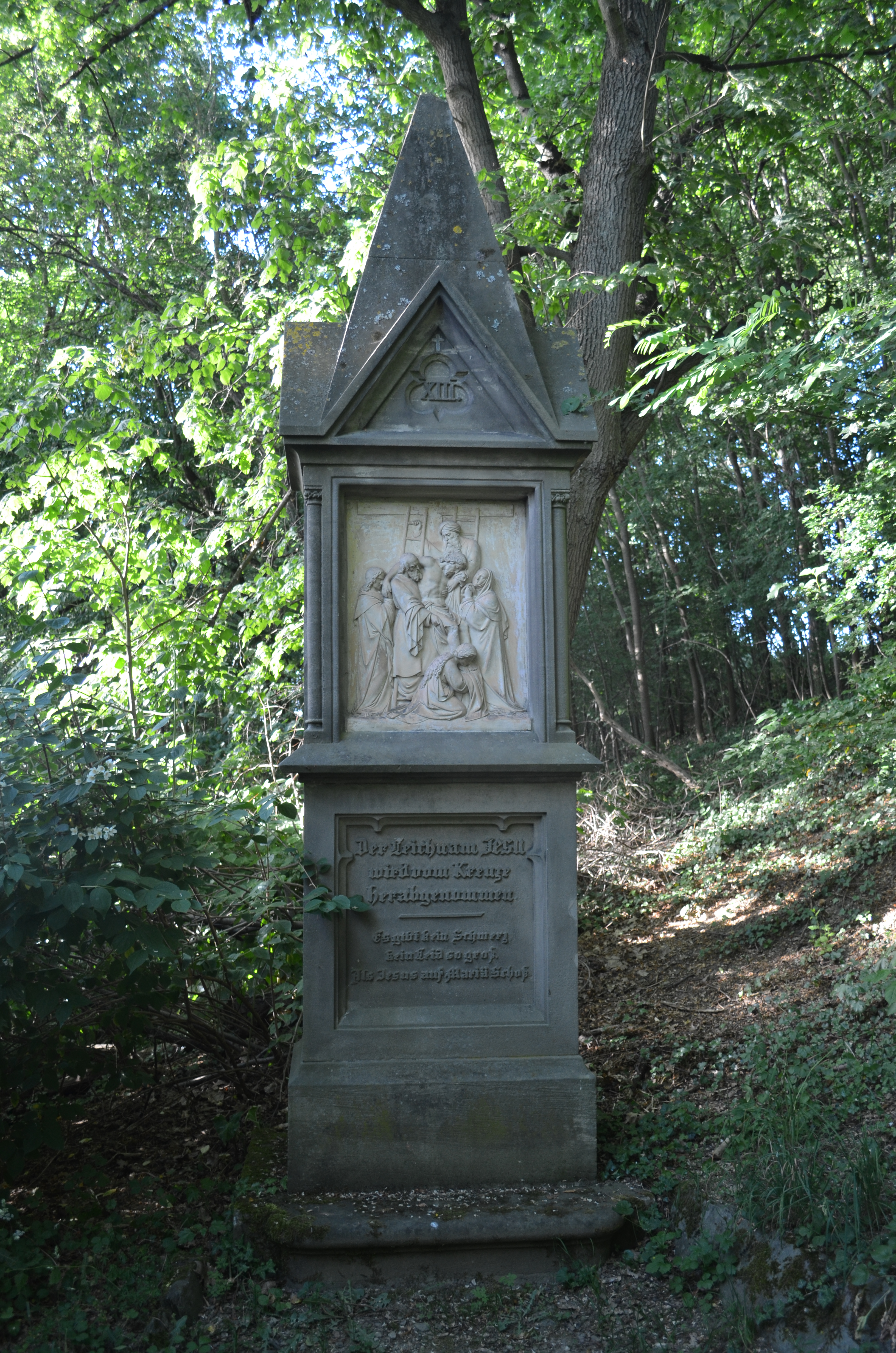
Kreuzweg auf dem Greifenberg, Station 13
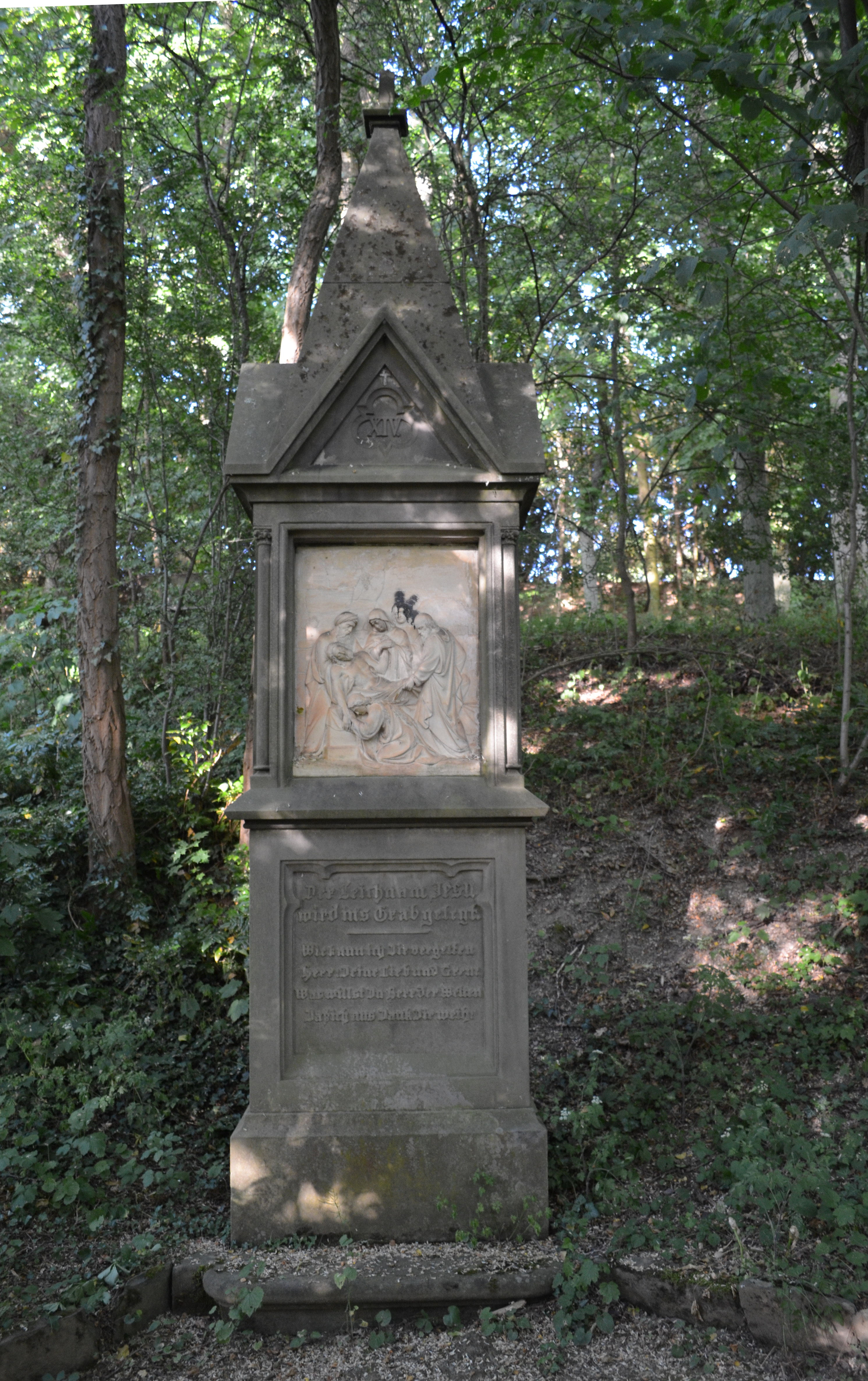
Kreuzweg auf dem Greifenberg, Station 14
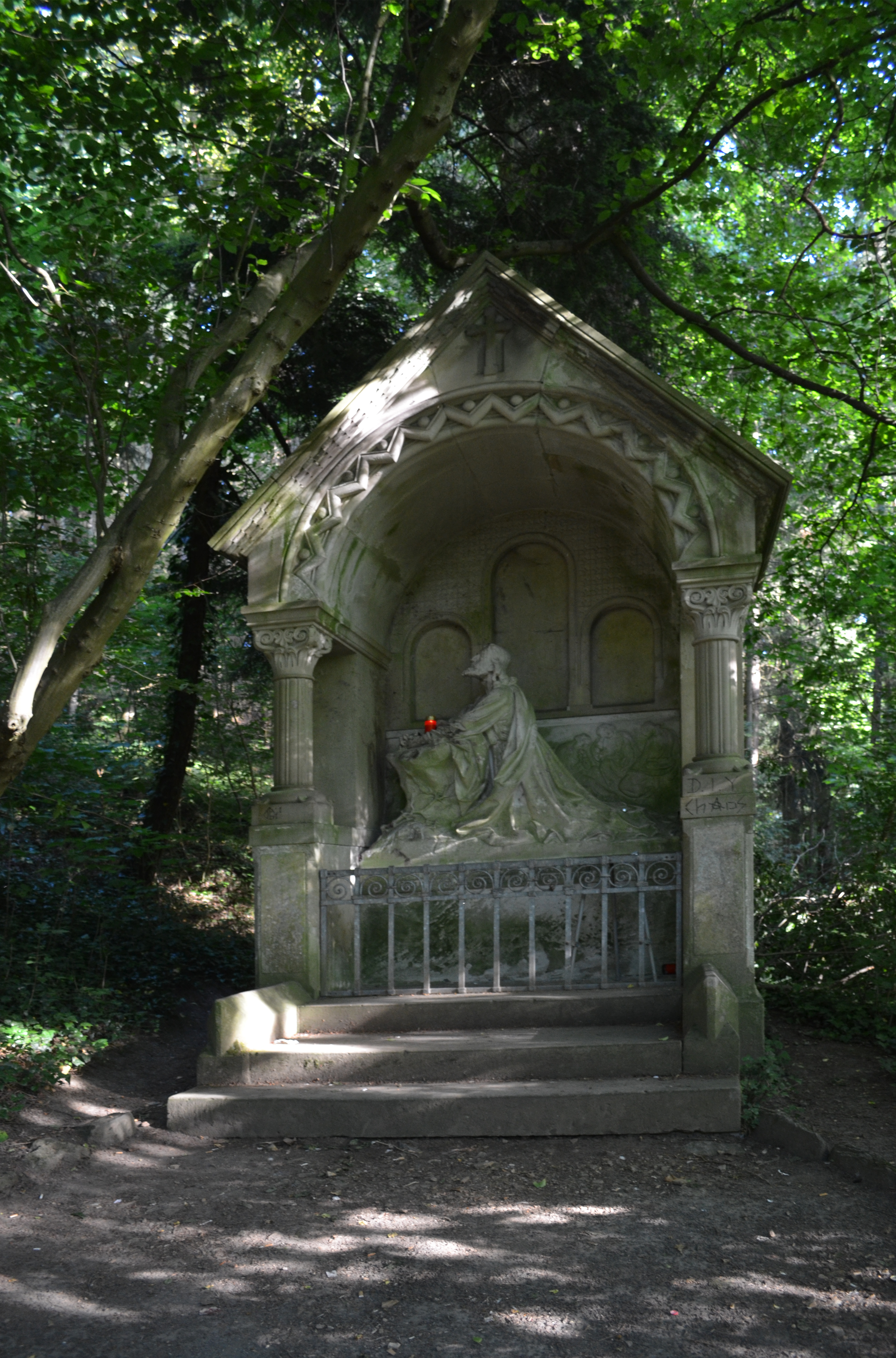
Kreuzweg auf dem Greifenberg, Ölberg

## Heutige Nutzung
Das Innere der Kreuzkapelle ist für die Öffentlichkeit in der Regel nicht zugänglich. Der traditionelle Kreuzweg der Dompfarrei am Karfreitag endet aber regelmäßig an dem Bauwerk. Gelegentlich wird sie von kirchlichen Gruppen für heilige Messen genutzt, üblicherweise an den Festen Kreuzauffindung (3. Mai), Mariä Himmelfahrt (15. August) und Kreuzerhöhung (14. September), sowie für Andachten.